# Garfield's Pet Force
Garfield's Pet Force is een Amerikaanse-Zuid-Koreansse direct-naar-video-computeranimatiefilm, gebaseerd op de strip Garfield. De film is niet gebaseerd op de doorsnee Garfield-strips, maar op de Pet Force-verhalen. 
De film kwam op 16 juni 2009 uit op dvd. Het is de derde computeranimatiefilm van Garfield.

## Verhaal
In een andere dimensie steelt een kwaadaardige vrouw genaamd Vetvix een uitvinding genaamd de molecular scrambler, met het doel hiermee de bewoners van de planeet Dorkon tot slaven te maken. De Pet Force, geleid door Garzooka, probeert haar te stoppen, maar op Garzooka na worden ze allemaal gevangen.
Garzooka gaat naar de aarde en rekruteert Garfield, Odie, Nermal en Arlene om de nieuwe Pet Force worden. Dit omdat hun DNA vrijwel identiek is aan dat van de originele Pet Force-leden.

## Stemacteurs
- Frank Welker - Garfield/Garzooka
- Audrey Wasilewski - Arlene/Starlena
- Greg Eagles - Compooky
- Gregg Berger - Odie/Odious
- Jason Marsden - Nermal/Abnermal
- Wally Wingert - Jonathan Q. "Jon" Arbuckle/Emperor Jon